# FAZER
FAZER
FAZER R G2
- 用途：農業・その他
- 分類：無線操縦ヘリコプター,ドローン
- 製造者：ヤマハ発動機
- 生産開始：2013年
- 運用状況：運用中

FAZER（フェーザー）は、ヤマハ発動機で開発された、多目的無線操縦ヘリコプターである。

## 概要
これまで農業で使用されてきたRMAXのエンジンが強化され、姿勢制御装置が改良された。
炭素繊維強化プラスチックの採用によって機体構造が軽量化された。
エンジンはRMAXでは2サイクルだったが、4サイクルになり、燃料噴射装置が備えられ、排気量の拡大と相まって高出力化された。RMAXより25%出力が向上して20%低燃費化、ペイロードは16kgから24kgに50%向上した。
さらにFAZER R G2をベースに開発された最新型ではペイロード50kgを達成した。
なお、FAZERはヤンマーアグリ向けに「YF390AX」の製品名でOEM供給されている。

## 性能・主要諸元
無人ヘリコプター
- エンジン:水冷・4サイクル・OHV・水平対向2気筒・390cc・19.1kW以上/6000rpm[1]
- 全長/ロータ含む全長:2782mm/3665mm
- 全幅:770mm
- 全高:1078mm
- メインロータ径:3115mm
- テールロータ径:550mm
- 最高飛行高度:約2000m[4]（自律型）
- 取扱重量:70kg[5]
- 総重量:100kg未満[6]
- 姿勢安定装置:ジャイロ安定式 YACSⅡ(YAMAHA Attitude Control System-Cruise control)

## 比較
| 機体名称 | RCASS               | R-50               | YH-300        | RMAX               | FAZER              | RPH-2              |
| -------- | ------------------- | ------------------ | ------------- | ------------------ | ------------------ | ------------------ |
| 積載量   | 10kg                | 20kg               | 30kg          | 30kg               | 30kg               | 100kg              |
| 内薬剤   |                     | 10kg               | 24kg          | 24kg               | 30kg               | 60kg               |
| 飛行時間 |                     | 30分               | 40分          | 60分               | 60分               | 60分               |
| 全長     | 1.40m               | 3.58m              | 3.95m         | 3.63m              | 3.66m              | 5.6m               |
| 回転翼径 | 2.60m               | 3.07m              | 3.38m         | 3.12m              | 3.12m              | 4.8m               |
| 全高     | 1.8m                | 1.08m              | 1.15m         | 1.08m              | 1.08m              | 1.8m               |
| 自重     | 80kg                | 44kg               | 58kg          | 58kg               | 70kg               | 230kg              |
| 全備重量 | 100kg               | 65kg               | 95kg          | 94kg               | 100kg              | 330kg              |
| 原動機   | 水冷2サイクル単気筒 | 水冷2サイクル2気筒 | 空冷2サイクル | 水冷2サイクル2気筒 | 水冷4サイクル2気筒 | 水冷2サイクル3気筒 |
| 排気量   | 292cc               | 98cc               | 248cc         | 246cc              | 390cc              | 679cc              |
| 出力     | 28hp                | 12hp               | 21hp          | 21hp               | 25.6hp             | 83.5hp             |
| メーカー | 神戸技研            | ヤマハ発動機       | ヤンマー      | ヤマハ発動機       | ヤマハ発動機       | 富士重工業         |